# Abbotsbury Railway
Die Abbotsbury Railway war eine britische Eisenbahngesellschaft in Dorset.
Die Gesellschaft erhielt am 6. August 1877 das Recht zum Bau einer Bahnstrecke von Upwey nach Abbotsbury. Die von der Bahnstrecke Dorchester–Weymouth abzweigende 10,4 Kilometer lange Strecke wurde am 9. November 1885 eröffnet. Die Gesellschaft kam nie in die schwarzen Zahlen. Am 7. August 1896 übernahm die Great Western Railway auf Grund eines Gesetzes die Gesellschaft.